# The NET 網に囚われた男
『The NET 網に囚われた男』（ざ ねっと あみにとらわれたおとこ、原題：그물）は、2016年の韓国映画。第73回ヴェネチア国際映画祭ネルジャルディーノ部門、第41回トロント国際映画祭出品作品、第17回東京フィルメックスオープニング作品。

## ストーリー
北朝鮮で暮らす漁師のナム・チョル（リュ・スンボム）は韓国との国境付近の漁村から小さなモーターボートで漁に出るが、モーターの故障により韓国の海域に流れ出てしまい、韓国の国境警備隊に身柄を確保される。
韓国の警察による執拗な取り調べを受けるものの、チョルは容疑を否認し続け、若手警察官のジヌ（イ・ウォングン）はチョルの潔白を信じるようになる。チョルはソウルの繁華街に放り出された後北朝鮮に返されることになるが、ここでも再び厳しい尋問を受けることとなる。

## キャスト
- ナム・チョル：リュ・スンボム
- オ・ジヌ：イ・ウォングン
- 取調官：キム・ヨンミン
- 室長：チェ・グィファ
- 調査員：ソン・ミンソク
- チョルの妻：イ・ウヌ